# آبشار آنیوانیوا
آبشار آنیوانیوا (به انگلیسی: Aniwaniwa Falls) آبشاری است که در نیوزلند واقع شده و ارتفاع کلی ریزشگاه آن ۷ متر است.